# Shiny Flakes: The Teenage Drug Lord
Shiny_Flakes: The Teenage Drug Lord ist ein deutscher Dokumentarfilm, der von der Journalistin und Buchautorin Eva Müller für Netflix geschrieben und produziert wurde.
Der Film erzählt die wahre Geschichte von Maximilian Schmidt, der unter dem Decknamen Shiny Flakes, im Alter von 19 Jahren mittels eines selbst gebauten Online-Shops von seinem Kinderzimmer aus Drogen im großen Stil verkaufte.
Die Netflix-Serie How to Sell Drugs Online (Fast) basiert auf seinem Fall.

## Produktion
Der besondere Ort, das Kinderzimmer, von dem aus Maximilian Schmidt seinen Online-Shop führte, wurde von der btf im Maßstab 1:1 in einer Halle in Leverkusen nachgebaut. Schmidt kehrte somit an den ursprünglichen Tatort zurück und konnte zeigen, wie es ihm gelungen war, eine Tonne Rauschmittel über ein Jahr lang über die Deutsche Post zu verkaufen. Des Weiteren rekonstruierte das Graphics- und VFX-Team der btf, basierend auf Ermittlungsakten und Interviews, Vorgänge auf dem Computer Maximilian Schmidts. Insgesamt gab es 42 Drehtage, unter anderem in Leipzig, Leverkusen und Berlin.